# Filmdatenbank
Unter einer Filmdatenbank versteht man eine elektronische Sammlung von Filminformationen in Form eines Datenbanksystems. Häufig können Nutzer die Filme zusätzlich kommentieren oder bewerten.
Die älteste und bekannteste Datenbank im Internet ist die englischsprachige Internet Movie Database (IMDb), die mittlerweile vom Internetversandhaus Amazon betrieben wird. Die Online-Filmdatenbank als deren deutsches Gegenstück spezialisierte sich zunächst auf Schnittberichte. Bei filmportal.de handelt es sich um eine öffentlich geförderte Datenbank, die aus akademischem Umfeld entstanden ist und vorrangig deutsche Filmgeschichte aufarbeitet. Letterboxd ist ein englischsprachiges Portal für Cineasten, wohingegen der deutsche Moviepilot Filme auf Basis von Nutzerwertungen empfiehlt. Die US-amerikanischen Aggregatoren Rotten Tomatoes und Metacritic werten Pressekritiken aus. Einen deutschen Pressespiegel zu Kinofilmen bot bis Herbst 2018 film-zeit.de.
Zahlreiche Essays zu bedeutenden Regisseuren bietet die Datenbank Great Directors der Online-Filmzeitschrift Senses of Cinema. Das Berliner Programmkino und Verleih Arsenal hat Informationen zu seiner Sammlung von 6.000 z. T. sehr raren Filmen und Videos 2010 online gestellt. Bei UBUWEB ist ein direkter Zugriff auf die Filme selbst möglich (Experimentalfilme).
Eine Datenbank für Pornofilme ist die Internet Adult Film Database.
Eine Übersicht deutschsprachiger Film- und Fernsehsynchronisationen findet sich in der deutschen Synchronkartei.
Das Afrika Film Festival Köln hat eine Datenbank zu afrikanischen Filmen erstellt.